# Di dời người Anh-điêng
Di dời người Anh-điêng là một chính sách của Chính quyền liên bang Hoa Kỳ nhằm di dời cưỡng chế thổ dân Mỹ khỏi các vùng đất tổ tiên của họ sang tây ngạn sông Mississippi – cụ thể là Lãnh thổ Anh-điêng (gần như tương đương tiểu bang Oklahoma hiện đại).
Đạo luật Di dời Anh-điêng được Tổng thống Andrew Jackson ký duyệt vào năm 1830. Hậu quả là khoảng 60.000 cư dân người Cherokee, người Muscogee (Creek), người Seminole, người Chickasaw, và người Choctaw (cùng hàng ngàn nô lệ da đen của họ) đã bị buộc phải rời bỏ đất tổ của họ, đồng thời gây ra cái chết cho hàng ngàn người trên Con đường Nước mắt.